# Kremžarjev potok
Kremžarjev potok este o arie protejată (arie specială de conservare — SAC, sit de importanță comunitară — SCI) din Slovenia întinsă pe o suprafață de 3,34 ha, integral pe uscat.

## Localizare
Centrul sitului Kremžarjev potok este situat la coordonatele 46°30′47″N 15°07′07″E / 46.5131°N 15.1185°E.

## Înființare
Situl Kremžarjev potok a fost declarat sit de importanță comunitară în aprilie 2004 pentru a proteja 1 specie de animale. Situl a fost protejat și ca arie specială de conservare în februarie 2012.

## Biodiversitate
Situată în ecoregiunea alpină, aria protejată nu include niciun habitat protejat.
La baza desemnării sitului se află o specie protejată de  nevertebrate: Austropotamobius torrentium.